# Taylor Red
Taylor Red est un groupe musical américain.

## Historique
Le groupe commence officiellement en 2011 avec leur premier album Red Roots,.

## Discographie
- 2011 : Red Roots
- 2012 : The Middle of Nowhere[3]
- 2014 : Triplicity (en)[4]
- 2021 : Country Money[5]